# ゴールド・ダガー賞
ゴールド・ダガー賞（ - しょう、Gold Dagger）は、英国推理作家協会が主宰するCWA賞の部門の一つで、最優秀長編作品に与えられる賞。本項では、1969年から2005年まで次点作品に与えられたシルバー・ダガー賞についても記す。名称のダガーとは短剣のことで、それぞれの受賞者には賞金と金・銀の短剣が贈られる。
1955年から1959年までは、クロスド・レッド・ヘリング賞 (Crossed Red Herring Award) という名称であったが、1960年より現在のゴールド・ダガー賞に改称された。また、1995年から2002年までは、スコットランドのスコッチ・ウイスキーの蒸留場「マッカラン」がスポンサーに付いていたため、「マッカラン・ゴールド・ダガー」とも呼ばれた。2006年から2008年には、ロンドンのプライベートバンク「ダンカン・ローリー」がスポンサーに付き「ダンカン・ローリー・ダガー」と呼ばれ、この時期の受賞者には2万ポンドの賞金が与えられた。この額は、推理小説の賞金として世界最高額であった。2008年にダンカン・ローリーがスポンサーを撤退したことにより、賞の名は再び単に「ゴールド・ダガー賞」へと戻り、賞金も2,500ポンドへ減額された。
2005年までは、翻訳小説も審査対象に含まれていたが、2006年以降は賞を分割し新たに「インターナショナル・ダガー賞」が創設された。

## 各年の結果
略称：GD - ゴールド・ダガー賞（CRH - クロスド・レッド・ヘリング賞、DLD - ダンカン・ローリー・ダガー賞）、SD - シルバー・ダガー賞

### 1950年代（1955年 - 1959年）
1955年
- CRH - ウィンストン・グレアム 『罪の壁』
  - リー・ハワード 『死の逢びき』
  - ナイオ・マーシュ 『正義の秤』（別訳：『裁きの鱗』『オールド・アンの囁き』）
  - マーゴット・ベネット 『飛ばなかった男』

1956年
- CRH - エドワード・グリアスン 『第二の男』
  - セアラ・ゲイナム "Time Right Deadly"
  - アーサー・アップフィールド "The Man of Two Tribes"
  - J・J・マリック 『ギデオン警視の一週間』

1957年
- CRH - ジュリアン・シモンズ 『殺人の色彩』
  - ナイオ・マーシュ 『道化の死』
  - ジョージ・ミルナー "Your Money and Your Life"
  - ダグラス・ラザフォード 『遠い山彦』

1958年
- CRH - マーゴット・ベネット 『過去からの声』
  - マージェリー・アリンガム 『殺人者の街角』
  - ジェイムズ・バイロム "Or Be He Dead"
  - ジョン・シャーウッド "Undiplomatic Exit"

1959年
- CRH - エリック・アンブラー 『武器の道』
  - ジェイムズ・マンロー "A Way Back"
  - メナ・ギャリー "Strike for a Kingdom"

### 1960年代
1960年
- GD - ライオネル・デヴィッドスン 『モルダウの黒い流れ』
  - メアリー・スチュアート 『銀の墓碑銘』
  - ジュリアン・シモンズ 『犯罪の進行』

1961年
- GD - メアリー・ケリー 『盗まれた意匠』
  - ジョン・ル・カレ 『死者にかかってきた電話』
  - アラン・プライア "One Way"

1962年
- GD - ジョーン・フレミング "When I Grow Rich"
  - エリック・アンブラー 『真昼の翳』
  - コリン・ワトスン 『浴室には誰もいない』

1963年
- GD - ジョン・ル・カレ 『寒い国から帰ってきたスパイ』
  - ニコラス・フリーリング 『バターより銃』
  - ウィリアム・ハガード 『架空線』

1964年
- GD - H・R・F・キーティング 『パーフェクト殺人』
  - ギャビン・ライアル 『もっとも危険なゲーム』
  - ロス・マクドナルド 『さむけ』

1965年
- GD - ロス・マクドナルド 『ドルの向こう側』
  - ディック・フランシス 『興奮』
  - エマ・レイサン 『死の会計』

1966年
- GD - ライオネル・デヴィッドスン 『シロへの長い道』　※ 2度目の受賞
  - ジョン・ビンガム 『ダブル・スパイ』

1967年
- GD - エマ・レイサン 『小麦で殺人』
  - コリン・ワトスン "Lonely Heart 4122"

1968年
- GD - ピーター・ディキンスン 『ガラス箱の蟻』
  - ニコラス・ブレイク 『秘められた傷』

1969年
- GD - ピーター・ディキンスン 『英雄の誇り』　※ 2度目の受賞
- SD - フランシス・クリフォード 『間違われた男』

### 1970年代
1970年
- GD - ジョーン・フレミング 『若者よ、きみは死ぬ』　※ 2度目の受賞
- SD - アントニー・プライス 『迷宮のチェスゲーム』

1971年
- GD - ジェイムズ・H・マクルーア 『スティーム・ピッグ』
- SD - P・D・ジェイムズ 『ナイチンゲールの屍衣』

1972年
- GD - エリック・アンブラー 『グリーン・サークル事件』
- SD - ヴィクター・カニング 『階段』

1973年
- GD - ロバート・リテル 『ルウィンターの亡命』
- SD - グウェンドリン・バトラー "A Coffin for Pandora"

1974年
- GD - アントニー・プライス 『隠された栄光』
- SD - フランシス・クリフォード 『さらばグロヴナー広場』

1975年
- GD - ニコラス・メイヤー 『シャーロック・ホームズ氏の素敵な冒険』
- SD - P・D・ジェイムズ 『黒い塔』

1976年
- GD - ルース・レンデル 『わが目の悪魔』
- SD - ジェイムズ・H・マクルーア 『ならず者の鷲』

1977年
- GD - ジョン・ル・カレ 『スクールボーイ閣下』　※ 2度目の受賞
- SD - ウィリアム・マッキルヴァニー 『夜を深く葬れ』

1978年
- GD - ライオネル・デヴィッドスン 『チェルシー連続殺人事件』　※ 3度目の受賞
- SD - ピーター・ラヴゼイ 『マダム・タッソーがお待ちかね』

1979年
- GD - ディック・フランシス 『利腕』
- SD - コリン・デクスター 『死者たちの礼拝』

### 1980年代
1980年
- GD - H・R・F・キーティング 『マハーラージャ殺し』　※ 2度目の受賞
- SD - エリス・ピーターズ 『修道士の頭巾』

1981年
- GD - マーティン・クルーズ・スミス 『ゴーリキー・パーク』
- SD - コリン・デクスター 『ジェリコ街の女』

1982年
- GD - ピーター・ラヴゼイ 『偽のデュー警部』
- SD - S・T・ヘイモン 『聖堂の殺人』

1983年
- GD - ジョン・ハットン 『偶然の犯罪』
- SD - ウィリアム・マッキルヴァニー 『レイドロウの怒り』

1984年
- GD - B・M・ギル 『十二人目の陪審員』
- SD - ルース・レンデル 『身代りの樹』

1985年
- GD - ポーラ・ゴズリング 『モンキー・パズル』
- SD - ドロシー・シンプソン 『アリシア故郷に帰る』
  - アンドリュー・テイラー 『我らが父たちの偽り』
  - ジル・ペイトン・ウォルシュ "A Piece of Justice"

1986年
- GD - ルース・レンデル 『引き攣る肉』　※ 2度目の受賞
- SD - P・D・ジェイムズ 『死の味』

1987年
- GD - バーバラ・ヴァイン 『運命の倒置法』　※ ルース・レンデルの別名義、通算3度目の受賞
- SD - スコット・トゥロー 『推定無罪』
  - リザ・コディ "Under Contract"

1988年
- GD - マイクル・ディブディン 『ラット・キング』
- SD - サラ・パレツキー 『ダウンタウン・シスター』

1989年
- GD - コリン・デクスター 『オックスフォード運河の殺人』
- SD - デズモンド・ラウデン 『ひとりぼっちの目撃者』

### 1990年代
1990年
- GD - レジナルド・ヒル 『骨と沈黙』
- SD - マイク・フィリップス 『黒い霧の街』
  - ジョン・ハーヴェイ 『ラフ・トリートメント』

1991年
- GD - バーバラ・ヴァイン 『ソロモン王の絨毯』　※ ルース・レンデルの別名義、通算4度目の受賞
- SD - フランセス・ファイフィールド 『目覚めない女』
  - ジャネット・ニール "Death of a Partner"
  - マイクル・ディブディン "Dirty Tricks"

1992年
- GD - コリン・デクスター 『森を抜ける道』　※ 2度目の受賞
- SD - リザ・コディ 『汚れた守護天使』

1993年
- GD - パトリシア・コーンウェル 『真犯人』
- SD - サラ・デュナント 『最上の地』
  - ロバート・リチャーズ "The Hand of Strange Children"
  - ジャネット・ニール "Death Among the Dons"

1994年
- GD - ミネット・ウォルターズ 『鉄の枷』
- SD - ペーター・ホゥ 『スミラの雪の感覚』
  - ヴァル・マクダーミド "Crack Down"
  - サラ・パレツキー 『バースデイ・ブルー』

1995年
- GD - ヴァル・マクダーミド 『殺しの儀式』
- SD - ピーター・ラヴゼイ 『バースへの帰還』
  - マイクル・ディブディン 『闇の幽鬼』
  - エリザベス・アイアンサイド "A Very Private Enterprise"
  - ミネット・ウォルターズ 『昏い部屋』

1996年
- GD - ベン・エルトン 『ポップコーン』
- SD - ピーター・ラヴゼイ 『猟犬クラブ』
  - ジェシカ・マン 『ハートの輪郭』

1997年
- GD - イアン・ランキン 『黒と青』
- SD - ジャネット・イヴァノヴィッチ 『モーおじさんの失踪』
  - フランク・リーン "The Reluctant Investigator"

1998年
- GD - ジェイムズ・リー・バーク "Sunset Limited"
- SD - ニコラス・ブリンコウ 『マンチェスター・フラッシュバック』
  - マイクル・ディブディン "A Long Finish"
  - ジェフリー・アーチャー "Fire Hawk"
  - レジナルド・ヒル 『ベウラの頂』
  - ジョージ・P・ペレケーノス 『愚か者の誇り』

1999年
- GD - ロバート・ウィルスン 『リスボンの小さな死』
- SD - エイドリアン・マシューズ 『ウィーンの血』
  - ヴァル・マクダーミド 『処刑の方程式』
  - イアン・ランキン 『死せる魂』
  - マイクル・コナリー 『堕天使は地獄へ飛ぶ』
  - デニーズ・ダンクス "Phreak"
  - フランセス・ファイフィールド "Staring at the Light"

### 2000年代
2000年
- GD - ジョナサン・レセム 『マザーレス・ブルックリン』
- SD - ダナ・レオン 『ヴェネツィア殺人事件』
  - ジェイムズ・リー・バーク "Purple Cane Road"
  - エリオット・パティスン 『頭蓋骨のマントラ』
  - ルーシー・ウェイダム "Lost"
  - マーティン・クルーズ・スミス 『ハバナ・ベイ』

2001年
- GD - ヘニング・マンケル 『目くらましの道』
- SD - ジャイルズ・ブラント 『悲しみの四十語』
  - スティーヴン・ブース "Dancing with the Virgins"
  - デニーズ・ダンクス 『ベイビー・ラブ』
  - ジョージ・P・ペレケーノス 『曇りなき正義』
  - スコット・フィリップス 『氷の収穫』

2002年
- GD - ホセ・カルロス・ソモザ 『イデアの洞窟』
- SD - ジェームズ・クラムリー 『ファイナル・カントリー』
  - マーク・ビリンガム "Scaredy Cat"
  - ジェイムズ・リー・バーク "Jolie Blon's Bounce"
  - マイクル・コナリー 『シティ・オブ・ボーンズ』
  - ミネット・ウォルターズ 『遮断地区』

2003年
- GD - ミネット・ウォルターズ 『病める狐』　※ 2度目の受賞
- SD - モーラ・ジョス 『夢の破片（かけら）』
  - ボリス・アクーニン 『堕ちた天使―アザゼル』
  - ロバート・リテル 『CIA ザ・カンパニー』
  - カルロ・ルカレッリ "Almost blue"
  - ロバート・ウィルスン 『セビーリャの冷たい目』

2004年
- GD - サラ・パレツキー 『ブラック・リスト』　
- SD - ジョン・ハーヴェイ "Flesh and Blood"
  - モー・ヘイダー "Tokyo"
  - ヴァル・マクダーミド 『殺しの仮面』
  - ジェイムズ・W・ニコル 『ミッドナイト・キャブ』
  - ローラ・ウィルソン "The Lover"

2005年
- GD - アーナルデュル・インドリダソン 『緑衣の女』
- SD - バーバラ・ナデル 『イスタンブールの記憶』
  - カリン・フォッスム "Calling Out for You"
  - フリードリヒ・グラウザー 『狂気の王国』
  - カール・ハイアセン 『復讐はお好き?』
  - フレッド・ヴァルガス 『裏返しの男』

2006年
- DLD - アン・クリーヴス 『大鴉の啼く冬』
  - サイモン・ベケット 『法人類学者デイヴィッド・ハンター』
  - トマス・H・クック 『緋色の迷宮』
  - フランセス・ファイフィールド "Safer Than Houses"
  - ビル・ジェームス "Wolves of Memory"
  - ローラ・ウィルソン 『千の嘘』

2007年
- DLD - ピーター・テンプル 『壊れた海辺』
  - ジャイルズ・ブラント "The Fields of Grief"
  - ジェイムズ・リー・バーク "Pegasus Descending"
  - ギリアン・フリン 『KIZU―傷―』
  - クレイグ・ラッセル "Brother Grimm"
  - C・J・サンソム 『支配者 チューダー王朝弁護士シャードレイク』

2008年
- DLD - フランセス・ファイフィールド 『石が流す血』
  - ジェイムズ・リー・バーク "The Tin Roof Blowdown"
  - コリン・コッタリル 『老検死官シリ先生がゆく』
  - スティーヴ・ハミルトン "Night Work"
  - ローラ・リップマン 『女たちの真実』
  - R・N・モリス "A Vengeful Longing"

2009年
- GD - ウィリアム・ブロッドリック "A Whispered Name"
  - ケイト・アトキンソン "When Will There Be Good News?"
  - マーク・ビリンガム "In the Dark"
  - ローレンス・ブロック 『殺し屋 最後の仕事』
  - M・R・ホール "The Coroner"
  - ジーン・ケリガン "Dark Times in the City"

### 2010年代
2010年
- GD - ベリンダ・バウアー 『ブラックランズ』
  - S・J・ボルトン 『緋の収穫祭』
  - ジョージ・P・ペレケーノス "The Way Home"
  - カレン・キャンベル "Shadowplay"

2011年
- GD - トム・フランクリン 『ねじれた文字、ねじれた路』
  - スティーヴ・ハミルトン 『解錠師』
  - A・D・ミラー 『すべては雪に消える』
  - デニーズ・ミーナ "The End of the Wasp Season"

2012年
- GD - ジーン・ケリガン "The Rage"
  - N・J・クーパー "Vengeance in Mind"
  - M・R・ホール "The Flight"
  - クリス・ウォマーズリー "Bereft"

2013年
- GD - ミック・ヘロン 『死んだライオン』
  - ベリンダ・バウアー 『ラバーネッカー』
  - ローレン・ビュークス 『シャイニング・ガール』
  - ベッキー・マスターマン 『消えゆくものへの怒り』

2014年
- GD - ワイリー・キャッシュ 『約束の道』
  - ポール・メンデルソン - "The First Rule of Survival"
  - ルイーズ・ペニー - "How the Light Gets In"
  - ポーラ・デイリー - "Keep Your Friends Close"

2015年
- GD - マイケル・ロボサム 『生か、死か』
  - ベリンダ・バウアー 『視える女』
  - ジェイムズ・カルロス・ブレイク "The Rules of Wolfe"
  - ロバート・ガルブレイス 『カイコの紡ぐ嘘』
  - サム・ホークン "Missing"
  - スティーヴン・キング 『ミスター・メルセデス』
  - アッティカ・ロック "Pleasantville"

2016年
- GD - ビル・ビバリー 『東の果て、夜へ』
  - クリストファー・ブルックマイア "Black Widow"
  - デニーズ・ミーナ "Blood, Salt, Water"
  - ミック・ヘロン 『放たれた虎』

2017年
- GD - ジェイン・ハーパー 『渇きと偽り』
  - ベリンダ・バウアー "The Beautiful Dead"
  - アビール・ムカジー 『カルカッタの殺人』
  - レイ・セレスティン "Dead Man's Blues"
  - ミック・ヘロン "Spook Street"
  - デレク・B・ミラー "The Girl in Green"

2018年
- GD - スティーヴ・キャヴァナー "The Liar"
  - ミック・ヘロン "London Rules"
  - デニス・ルヘイン 『あなたを愛してから』
  - アビール・ムカジー 『マハラジャの葬列』
  - エマ・ヴィッキ "Resurrection Bay"

2019年
- GD - M. W. クレイヴン 『ストーンサークルの殺人』
  - Claire Askew "All the Hidden Truths"
  - Christobel Kent "What We Did"
  - ダナ・レオン "Unto Us a Son is Given"
  - Derek B. Miller "American by Day"
  - Benjamin Wood "A Station on the Path to Somewhere Better"

### 2020年代
2020年
- GD - マイケル・ロボサム『天使と嘘』
  - Claire Askew "What You Pay For"
  - ルー・バーニ『11月に去りし者』
  - John Fairfax "Forced Confessions"
  - Mick Herron "Jo Country"
  - アビール・ムカジー "Death in the East"

2021年
- GD - クリス・ウィタカー『われら闇より天を見る』
  - S・A・コスビー『黒き荒野の果て』
  - ベン・クリード『血の葬送曲』
  - Nicci French "House of Correction"
  - Robert Galbraith "Troubled Blood"
  - エリー・グリフィス『窓辺の愛書家』
  - Thomas Mullen "Midnight Atlanta"

2022年
- GD - Ray Celestin "Sunset Swing"
  - ジャクリーン・バブリッツ『わたしの名前を消さないで』
  - S・A・コスビー『頬に哀しみを刻め』
  - ジョン・ハート『帰らざる故郷』
  - アビール・ムカジー "The Shadows of Men"
  - William Shaw "The Trawlerman"

2023年
- GD - George Dawes Green "The Kingdoms of Savannah"
  - Vaseem Khan	"The Lost Man of Bombay"
  - Simon Mason	"A Killing in November"
  - Anna Mazzola	"The Clockwork Girl"
  - WC Ryan "The Winter Guest"
  - Simon Van der Velde""The Silent Brother"

2024年
- GD - Una Mannion "Tell Me What I Am"
  - Nilanjana Roy	"Black River"
  - Jesse Sutanto	"Vera Wong’s Unsolicited Advice for Murderers"
  - Maz Evans	"Over My Dead Body"
  - Mick Herron "The Secret Hours"
  - デニス・ルヘイン "Small Mercies"

## 書誌
1. ↑  全国書誌番号:57009213
2. ↑  全国書誌番号:63010554
3. ↑  全国書誌番号:22983693
4. ↑  全国書誌番号:60009954 全国書誌番号:77033755